# Lena Park
Park Jung-hyun (Los Ángeles, California, 23 de marzo de 1976), más conocida como Lena Park, es una cantautora estadounidense de origen coreano. Desde muy pequeña, Park demostró que tenía talento para cantar, principalmente en el coro de la iglesia de su padre en Downey, con sus hermanos Brian y Uriah. También aprendió a tocar saxofón y piano. Hasta 2019, Park ha sacado nueve álbumes en coreano, dos singles coreanos, tres álbumes en japonés y siete sencillos en japonés.

## Carrera profesional
Park ganó muchos concursos de canto en los Estados Unidos antes de grabar su álbum, Gospel, en 1993. Ella continuó sus estudios mientras se presentaba numerosas veces en público. Asistió a la UCLA por un año antes que empezara su carrera como una cantante, sacando su primer álbum en coreano, Piece, en 1998, el cual vendió más de 500,000 copias a pesar que a ella no le gustaba promocionar su álbum en programas en vivo. Park no aprendió a hablar coreano apropiadamente hasta que sacó su primer álbum.
En 1999, salio su álbum "A Second Helping", el cual fue bien aclamado por fanáticos y por críticos. El tercer álbum de Park, "Naturally", fue producido en Corea del Sur y en los Estados Unidos.
Después de tomarse un descanso de un año debido a sus estudios en los Estados Unidos, volvió a sacar en el 2002 su álbum llamado Op.4. A partir de entonces expresó su comodidad para aparecer en público al participar en programas en vivo y en conciertos.
En el año 2002 su canción "Kkum-e" (En un sueño) tuvo mucho éxito y le permitió acceder a mercados extranjeros, como Singapur.  El gobierno coreano eligió a Park para representar a Corea en las ceremonias de entrada y cierre de la Copa Mundial de FIFA 2002. A finales del 2002, un álbum con los mejores éxitos fue puesto en venta y cantó en muchos conciertos. Con las grabaciones de estos conciertos se produjo su primer álbum especial en CD y DVD.
Park, junto con Brown Eyes, CHEMISTRY y Sowelu formaron un grupo llamado "Voces de Corea/Japón" e hicieron canciones para la Copa Mundial de Fútbol del 2002. Más tarde, debutó en la industria musical japonesa en la que tuvo mucho éxito.
Park está especialmente orgullosa de su quinto álbum coreano, On & On, porque según ella "finalmente se sintió cómoda respecto a componer en el idioma coreano".
Desde el año 2006 ha estado estudiando en la Universidad de Columbia, en Nueva York.
En el año 2007 cantó la canción de introducción Inori ~You Raise Me Up~In para el anime Romeo x Juliet. Esta canción es un cover de la canción de Rolf Lovland y Brendan Graham, You Raise Me Up. El sencillo también incluye una versión en Idioma inglés.
Su sexto álbum en coreano, Come To Where I Am, fue sacado a la venta el 11 de diciembre del 2007, en el que todas las canciones fueron compuestas y producidas por Lena.

## Filmografía

### Programas de variedades
| Año  | Programa             | Notas               |
| ---- | -------------------- | ------------------- |
| 2015 | I Can See Your Voice | Ep. #2 - invitada   |
| 2012 | Hello Counselor      | Ep. #102 - invitada |

## Discografía

### Corea del Sur
Album
- 1998 – Piece
- 1999 – A Second Helping
- 2000 – Naturally
- 2001 – Forever
- 2002 – Op.4
- 2002 – Best Album: The Romantic Story of Park Jung Hyun
- 2003 – Live Op.4 Concert Project 4th Movement
- 2003 – Live Op.4 Concert Project 4th Movement (DVD)
- 2005 – On & On
- 2007 – Come to Where I Am
- 2009 – 10 Ways To Say I Love You
- 2010 – Park Jung Hyun - Cover Me Vol.1
- 2012 – Parallax
- 2012 – Gift

Single
- 2006 – Against All Odds
- 2006 – Precarious Stories
- 2008 – No Break (con Crown J)
- 2008 – Winter Kiss (feat. Baek Chan degli 8Eight)
- 2011 – I Hope It Would Be That Way Now
- 2014 – Syncrofusion
- 2014 – Syncrofusion Vol.2
- 2014 – Syncrofusion Vol.3
- 2015 - Winter

bandas sonoras
- 1998 – Eternal Memory - English and Korean version (Mulan)
- 1998 – Reflection  - K-Pop version (Mulan)
- 2010 – That Fool (Geujeo bara bodaga)
- 2011 – More Than Anyone (Spy Myeong-wol)
- 2013 – My Everything (Uri gyeolhonhaess-eo-yo)
- 2013 – My Wish (Sangsokjadeul)
- 2014 – You and I (Yuhok)
- 2015 – The Person in My Heart (Hwajeong)

### Japón
Album
- 2004 – another piece
- 2005 – Beyond the Line
- 2006 – COSMORAMA

Single
- 2004 – FALL IN LOVE
- 2005 – Sanctuary
- 2006 – Subete no Mono ni Anata wo Omou
- 2006 – Music
- 2006 – Gold
- 2006 – Ai no Jealousy
- 2007 – Inori - You Raise Me Up (Romeo × Juliet)

### Colaboraciones
- 1998 – The New Beginning con Player
- 1999 – 7th con Yoon Jong-shin
- 2002 – From The Beginning con Yoon Jong-shin
- 2002 – 2002 FIFA World Cup Official Album
- 2003 – 4th con Kim Jin-pyo
- 2003 – 1st con Na Won-ju
- 2003 – Voice of Love Posse
- 2004 – Remastering All About JP con Kim Jin-pyo
- 2005 – Everything Inside Of Me con Jhett
- 2012 – What Should Have Been con PSY
- 2012 - Eottaesseulkka (어땠을까) con PSY
- 2012 – White Winter con Kim Bum-soo
- 2013 – Hwang Seong-je Project Superhero 1st Line Up con Lee Seok-hoon e Sohyang
- 2014 - Always con Don Spike
- 2015 - Hello (네일 했어) con PRIMARY (프라이머리)
- 2015 - Are You Living Well? (잘 지내) con TURBO (터보) para el Álbum 20 Aniversario AGAIN